# أف أن أس أس بارس
أف أن أس أس بارس هي عائلة من مركبات القتال المدرعة متوفر منها نسخ 4x4، 6×6 و 8×8 .يتم صناعتها من قبل شركة أف أن أس أس لصناعات الدفاعية التركية.